# 시게노부 후사코
시게노부 후사코(일본어: 重信 房子: 1945년 9월 28일 - )는 일본의 신좌파 테러리스트다. 공산주의자동맹 적군파 중앙위원, 일본적군 최고간부를 역임했다. 헤이그 사건의 공모공동정범으로 유죄를 선고받고 징역 20년 판결을 받았다. 동일본 성인교정의료센터에서 복역 중이었다.
도쿄도 세타가야구에서 4남매 중 둘째로 태어났다. 부친 시게노부 스에오는 혈맹단 단원 요츠모토 요시타카와 동향인 가고시마현 출신으로, 우익단체 금계학원 문하생이었다. 후사코는 이 부친의 영향을 강하게 받았다. 소녀 시절에는 작은친절운동에 열심히 임해 표창을 받은 문학소녀였다. 도쿄도립 제1상업고등학교를 졸업한 후 키코만 공장에서 일하면서 초등학교 교사를 목표로 삼아 메이지대학 문학부 사학지리학과 야학에 다녔다. 대학에서 문학연구회에 들어가 『일규』(一揆)라는 동인지를 냈다.
야학 2학년차에 문학연구회가 속한 동아리연합회 사무장을 맡고 있던 시게노부는 학비인상에 반대하는 메이지대 투쟁에 참여했다. 이 때 나중에 연합적군 산악베이스 사건의 희생자인 토야마 미에코(당시 2부법학부 재학, 기린맥주 근무)와 알게 된다. 메이지대 투쟁에서 본부와 타협해 투쟁을 말아먹은 제2차 분트가 위기에 빠졌을 때 그 재건에 협력해달라고 조직화되어 분트에 가입했다. 이후 분트 계열의 명대현대사상연구회, 2부의 사회주의학생동맹 책임자로 활동, 칸다 카르티에 라탱 투쟁에 참여했다. 이후 분트가 분열되었을 때 적군파에 창립 멤버로 참가. 시오미 타카야 등 간부들이 체포된 뒤 조직 주도권을 잡은 모리 츠네오와 대립했다.
시게노부는 1971년 국제근거지론에 근거하여 팔레스타인에 적군파의 해외기지를 만들고자 했다. 시게노부는 오쿠다이라 츠요시와 위장결혼하여 "오쿠다이라 후사코" 호적을 얻어 2월 28일 출국했다. 이후 오쿠다이라 등과 팔레스타인에서 일본적군을 결성, 창설 당시에는 "아랍적군", "적군파 아랍위원회", "혁명적군" 등을 칭하면서 그 이름조차 제대로 정해지지 않았지만 1974년 이후 "일본적군"을 정식 명칭으로 했다.
시게노부가 "최고지도자"가 된 일본적군은 레바논의 베카고원을 주요 근거지로 "혁명운동"을 자칭, 1970년대에서 1980년대에 걸쳐 팔레스타인 해방인민전선(PFLP) 등 팔레스타인인 극좌무장단체와 연계하여 일련의 테러 사건을 일으켰다. 또한 외국 공관의 정부요인이나 납치한 비행기 승객을 인질로 삼아 몸값을 받거나 동료의 석방을 요구하는 등 민간인도 말려드는 테러를 반복해 전세계로부터 비난을 받았다.
시게노부는 헤이그 사건엑 관여하여 국제수배를 받고, 불법으로 입수한 위조여권을 사용해 일본에 불법입국한 후 잠시 오사카시 니시나리구의 아파트에 숨어 있었다.
2000년 일본적군 지원자들을 사찰하고 있던 오사카부경 경비부 공안 제3과에서 사찰 대상자가 시게노부를 닮은 여성과 접촉한 것을 확인, 수사를 시작했다. 시게노부는 사마귀가 특징으로 알려져 화장으로 사마귀를 숨기고 있었지만, 특유의 담배 피우는 방법과 커피잔에서 채취한 지문으로 신분이 특정되었다. 이로써 헤이그 사건 26년만인 2000년 11월 8일 오사카부 타카츠키시에서 여권법 위반 혐의로 체포되었다. 오사카에서 경시청으로 이송되던 중에는 도카이도 신칸센을 사용했으며, 도망을 방지하기 위해 독방에 갇혀 이송되었다.
시게노부가 체포되었을 당시 압수된 자료에 따르면 시게노부는 1997년 12월부터 2000년 9월까지 신원을 사칭하여 일본 여권을 취득, 간사이 국제공항에서 총 16회에 걸쳐 중공 등지에 출입국을 반복했다. 1991년부터는 일본에서의 무력혁명을 목적으로 하는 "인민혁명당" 및 그 공연활동부문을 담당하는 위장조직 "희망의 21세기"를 설립, 그것을 발판으로 일본사회당과의 연계를 꾀하고 있었다. 희망의 21세기는 경시청과 오사카부경의 습격을 받았지만 일본적군과의 관계를 부정했다. 사회민주당 구의원의 자택 등도 동시 수색을 받았고 사회민주당은 “아무것도 몰랐지만 사실관계는 조사할 것”이라고 했다. 시게노부와 함께 압수된 증거에 의해 지원조직의 전모가 밝혀져 각지의 회사 사장・교사・의사・병원 직원들이 시게노부를 은닉한 혐의로 검거되었다.
2001년 옥중에서 사실상 붕괴한 일본적군의 해산을 발표했다.

## 저서
주저
- 『나의 사랑 나의 혁명』(わが愛わが革命), 강담사, 1974년[6]
- 『수십년의 눈길에서』(十年目の眼差から), 하야시노 특집, 1983년
- 『대지에 귀를 대면 일본의 소리가: 일본 공산주의운동의 교훈』(大地に耳をつければ日本の音がする　日本共産主義運動の教訓), 우니타 서포, 1984년
- 『베이루트 1982년 여름』(ベイルート1982年夏), 하야시노 특집, 1984년
- 『사과나무 아래서 너를 낳으려 했다』(りんごの木の下であなたを産もうと決めた), 환동사, 2001년
- 『자스민을 총구에: 시게노부 후사코 가집』(ジャスミンを銃口に　重信房子歌集), 환동사, 2005년
- 『일본적군사사: 팔레스타인과 함께』(日本赤軍私史　パレスチナと共に), 카와데 서방신사, 2009년
- 『혁명의 계절: 팔레스타인의 전장에서』(革命の季節 パレスチナの戦場から), 환동사, 2012년

공편저
- 『자료 중동 레포트』(資料・中東レポート) 1-2 (일본적군 공편저), 우니타 서포, 1985년-86년[7][8]
- 『시게노부 후사코 반생기』(重信房子の半生記), 선데이 마이니치 연재, 구성: 타케나카 로、1985년-1986년
- 『적군: 1969→2001 총특집』(赤軍　１９６９→２００１総特集), 아다치 마사오 부부, 야마모토 마리코, 나카야마 치나츠, 히라오카 마사아키, 마츠다 마사오, 히라이 겐 등과 공저, 카와데 서방신사, 2001년
- 『일본적군! 세계를 질주한 군상』(日本赤軍!世界を疾走した群像), 와코 하루오, 아다치 마사오, 와카마츠 코우지, 시오미 타카야, 코아라시 쿠하치로 공저, 도서신문 2010년
- 『마루오카 오사무 자술: 전 일본적군 군사지휘관 고백록』(丸岡修自述―元・日本赤軍軍事指揮官告白録), 풍진사, 2013년
- 『천황제와 공화제의 틈새에서』(天皇制と共和制の狭間で), 오자와 노부오, 히노 모모쿠사, 야마모토 켄지, 후지타 마리코, 아마노 야스카즈, 마츠다 히로무, 타카하시 타케토모, 카시마 마사히로 등 공저, 제3서관, 2018년[9]

## 같이 보기
- 일본적군
- 반일망국론
- 동아시아반일무장전선
- 일본혁명적공산주의자동맹 혁명적마르크스주의파
- 혁명적공산주의자동맹 전국위원회
- 전일본학생자치회총연합